# پدافند هوایی

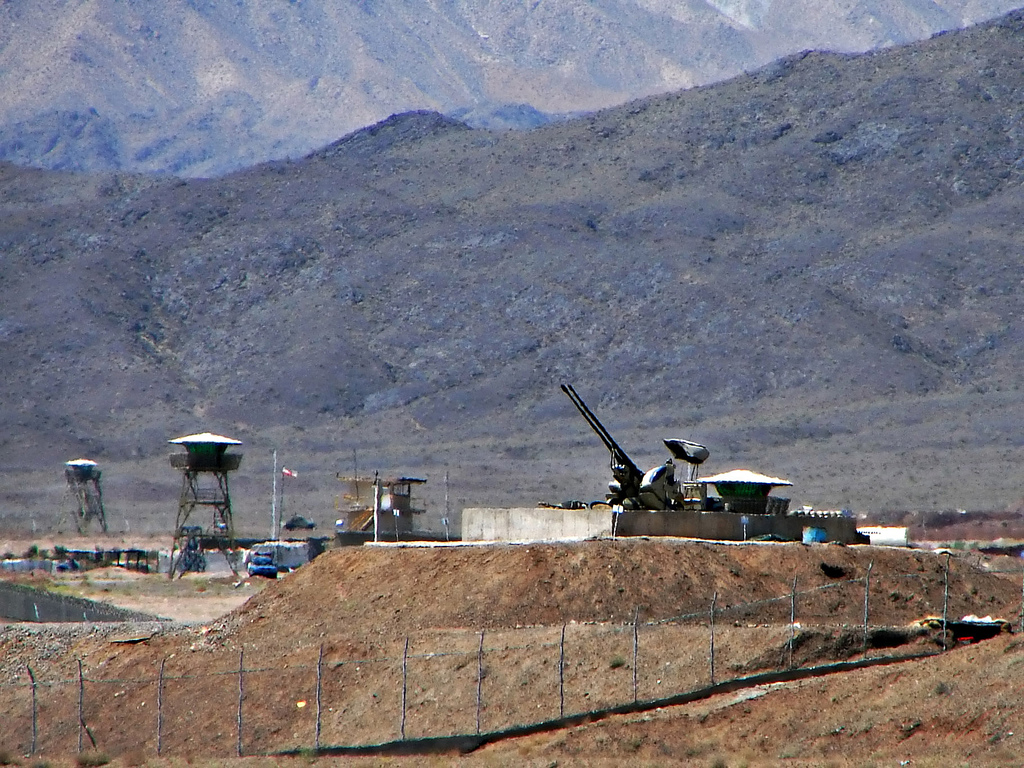
منطقه پدافند هوایی درجه ۱ ارتش ایران در حوالی تأسیسات هسته‌ای نطنز.

پدافند هوایی پاسخ فضای نبرد به رزم هوایی است که توسط ناتو تحت عنوان "کلیه اقدامات طراحی‌شده برای بی‌اثر کردن یا کاهش اثربخشی عملیات هوایی خصمانه" تعریف شده‌است. پدافند هوایی شامل سامانه‌های تسلیحاتی مبتنی بر سطح، زیرسطحی (پرتاب زیردریایی)، و سامانه‌های تسلیحاتی هوا-پایه، سامانه‌های حسگر- مرتبط، ترتیبات فرماندهی و کنترل و اقدامات غیرفعال (مانند بالن‌های رگبار) است. ممکن است برای محافظت از نیروهای دریایی، زمینی و هوایی در هر مکانی استفاده شود. با این حال، برای اکثر کشورها، تلاش اصلی دفاع از میهن بوده است.

## مناطق پدافندی
عموماً مناطق پدافندی به سه منطقه تقسیم می‌شوند: منطقه پدافندی درجه ۱، ۲ و ۳.

## منطقه پدافندی درجه ۱
منطقه پدافندی درجه ۱ منطقه‌ای است که در بکاربری تمامی جنگ‌افزارها و گشودن آتش خودمختار است. در این مناطق، جنگ‌افزارها و سامانه‌های پدافندی اختیار کامل شلیک به هر وسیله پرنده‌ای دشمن در آسمان دارند. برای این مناطق پدافندی دالان تقرب و دالان بی‌خطر تعیین نگردیده و هیچ هواپیمایی حق تردد و پرواز حوالی این مناطق را ندارد. مرز منطقه پدافندی درجه ۱ معمولاً در نزدیکی نیروگاه‌های هسته‌ای و مراکز حساس و استراتژیک تعیین می‌شود.

## منطقه پدافندی درجه ۲
منطقه پدافندی درجه ۲ منطقه‌ای است که دارای باند پروازی است، و در آن سامانه ویژه‌ای به عنوان دالان بی‌خطر و دالان تقرب تعیین شده‌اند. هر هواپیمایی که بخواهد از آتش جنگ‌افزارها و سامانه‌های پدافندی در این منطقه در امان باشد باید با هماهنگی قبلی وارد این منطقه شده و حدود مشخص دالان بی خطر و تقرب را رعایت کند. فرمان جنگ‌افزارها در این منطقه «آتش محدود» است.

## منطقه پدافندی درجه ۳
منطقه پدافندی درجه ۳ منطقه‌ای است که در آن به تمامی جنگ‌افزارها و سامانه‌های پدافندی فرمان آتش‌بس داده شده‌است، و دستور شلیک تنها از سوی مراجع بالاتر و برای اهدافی که به عنوان «دشمن» شناسایی شده‌اند صادر می‌شود. در عین حال منطقه پدافندی درجه ۳ حق دفاع از خود را دارد و می‌تواند به سوی هواپیمایی که از متخاصم بودنش اطمینان حاصل شده، آتش بگشاید.